# Wapen van Zevenhuizen (Zuidplas)

Wapen van Zevenhuizen

Het wapen van Zevenhuizen werd op 24 juli 1816 bij besluit van de Hoge Raad van Adel aan de gemeente Zevenhuizen toegekend. Op 1 januari 1991 werden de gemeenten Zevenhuizen en Moerkapelle samengevoegd tot de nieuwe gemeente Zevenhuizen-Moerkapelle. Het wapen van Zevenhuizen is daardoor komen te vervallen. Het wapen van Zevenhuizen werd in de onderste helft van het wapen van Zevenhuizen-Moerkapelle opgenomen. Ook werden de kroon en de schildhouders bij het nieuwe wapen overgenomen. Op 1 januari 2010 werd Zevenhuizen-Moerkapelle onderdeel van de nieuwe gemeente Zuidplas. In het wapen van Zuidplas zijn in de onderste helft elementen uit het wapen van Zevenhuizen-Moerkapelle overgenomen, evenals de schildhouders.

## Blazoenering
De blazoenering van het wapen luidde als volgt:
Van sijnople beladen met een pal van goud. Het schild gedekt met eene kroon met 5 fleurons, alles van goud en vastgehouden door 2 klimmende leeuwen in hunne natuurlijke verwen.
De heraldische kleuren in het wapen zijn goud (geel) en sinopel (groen). Het schild is gedekt met een markiezenkroon. Als schildhouders fungeren twee (half-)aanziende klimmende leeuwen van natuurlijke kleur.

## Geschiedenis
De herkomst van het wapen is onbekend. Sierksma legt een verband met het wapen van Gouda. Van Hemert vertelt dat de schildhouders zijn ontleend uit het wapen van Leiden.
Het wapen zou ook verwantschap met het Wapen en de vlag van Rotterdam kunnen hebben, de midden kleur is daar wit die symboliseert de rivier de Rotte, waar Zevenhuizen ook aan ligt, het groen de naastliggende grasgronden.

## Verwante wapens

Het wapen van Zevenhuizen-Moerkapelle
Het wapen van Zuidplas